# Altica lythri
Altica lythri là một loài bọ cánh cứng trong họ Chrysomelidae. Loài này được Aubé miêu tả khoa học năm 1843.

## Hình ảnh

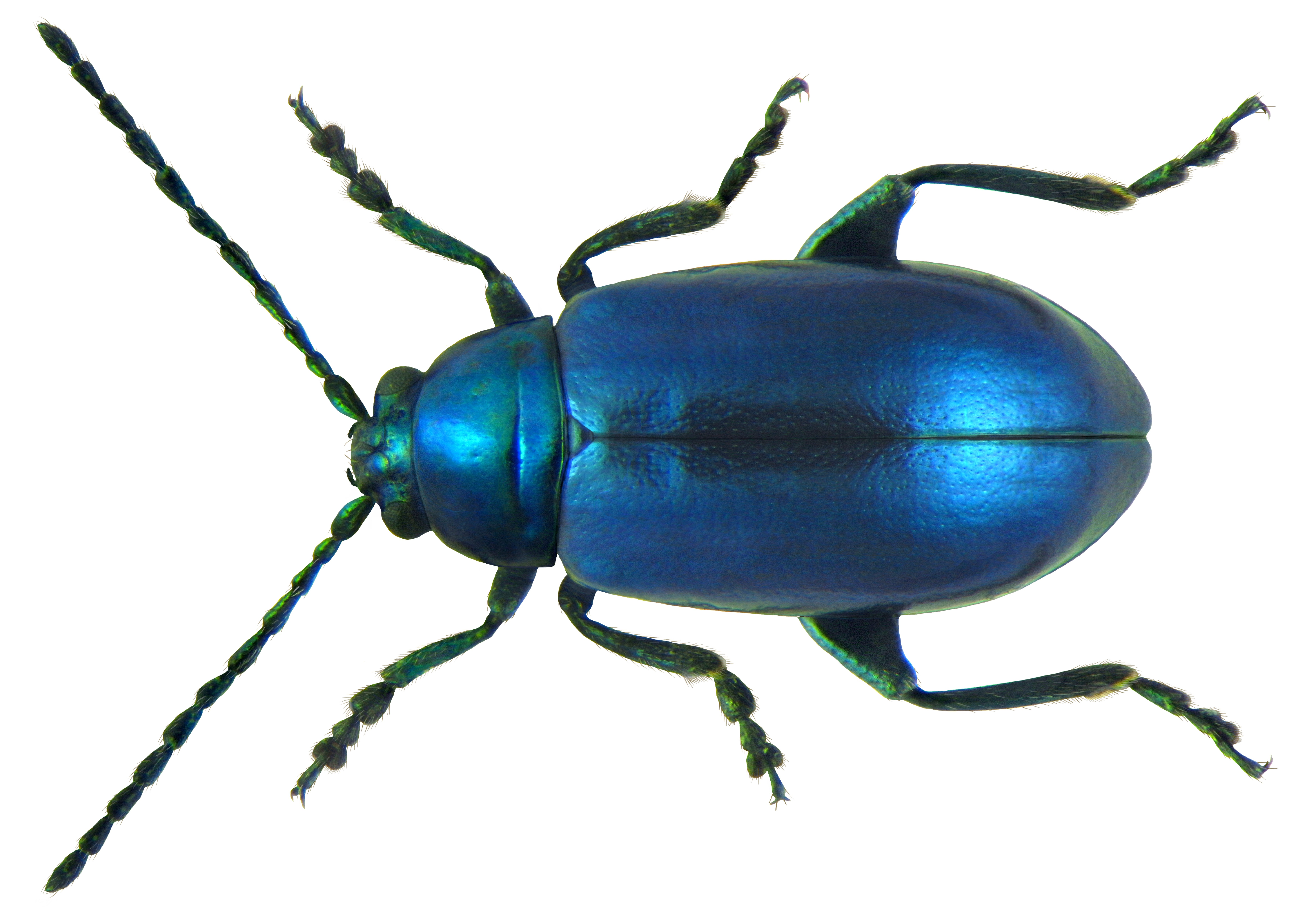
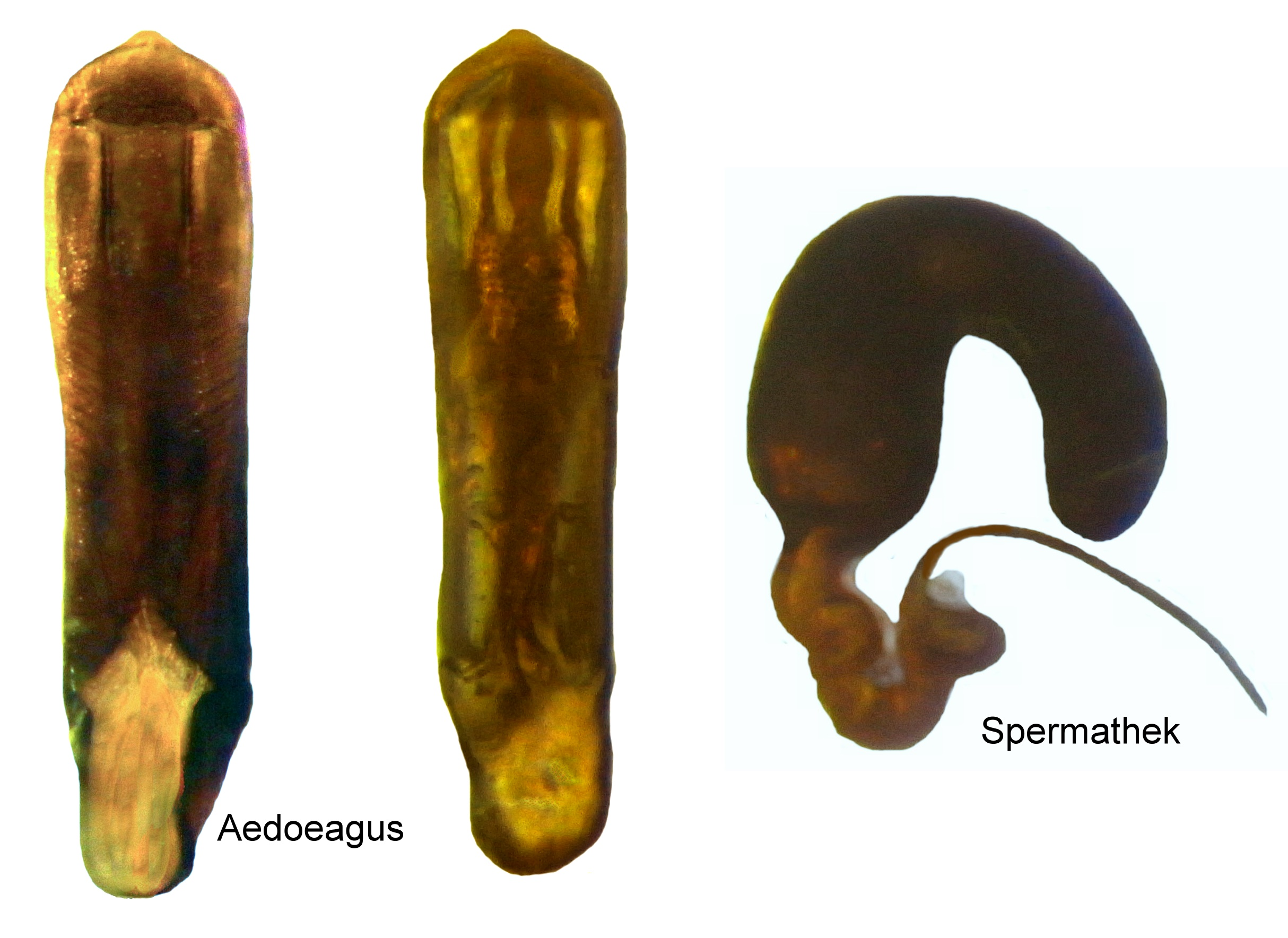